# Apophylia disconotata
Apophylia disconotata es un coleóptero de la familia Chrysomelidae.
Fue descrita científicamente por primera vez en 1947 por Pic.